# Mezzettia parviflora
Mezzettia parviflora Becc. – gatunek rośliny z rodziny flaszowcowatych (Annonaceae Juss.). Występuje naturalnie w południowej części Tajlandii, na indyjskich wyspach Andamanach (w południowej ich części), w Malezji (zarówno na Półwyspie Malajskim, jak i w stanach Sarawak i Sabah położonych na Borneo), Singapurze, Brunei oraz w Indonezji (na Sumatrze, Jawie, Molukach i w Kalimantanie). 

## Morfologia
PokrójZimozielone drzewo.
LiścieMają podłużnie lancetowaty kształt. Mierzą 7,5–12 cm długości oraz 2–3,5 cm szerokości. Blaszka liściowa jest o spiczastym wierzchołku. Ogonek liściowy jest nagi i dorasta do 5–10 mm długości.
KwiatyZebrane po 4–10 w pęczki, rozwijają się w kątach pędów. Mają 3 omszone działki kielicha o półokrągłym kształcie i dorastających do 2 mm długości. Płatków jest 6, są omszone i osiągają do 5 mm długości.
OwocePojedyncze są siedzące i maja prawie kulisty kształt, zebrane w owoc zbiorowy. Osiągają 3,5–5 cm średnicy.

## Biologia i ekologia
Kwitnie od stycznia do lutego, natomiast owoce dojrzewają od lipca do sierpnia.